# Plumbaria

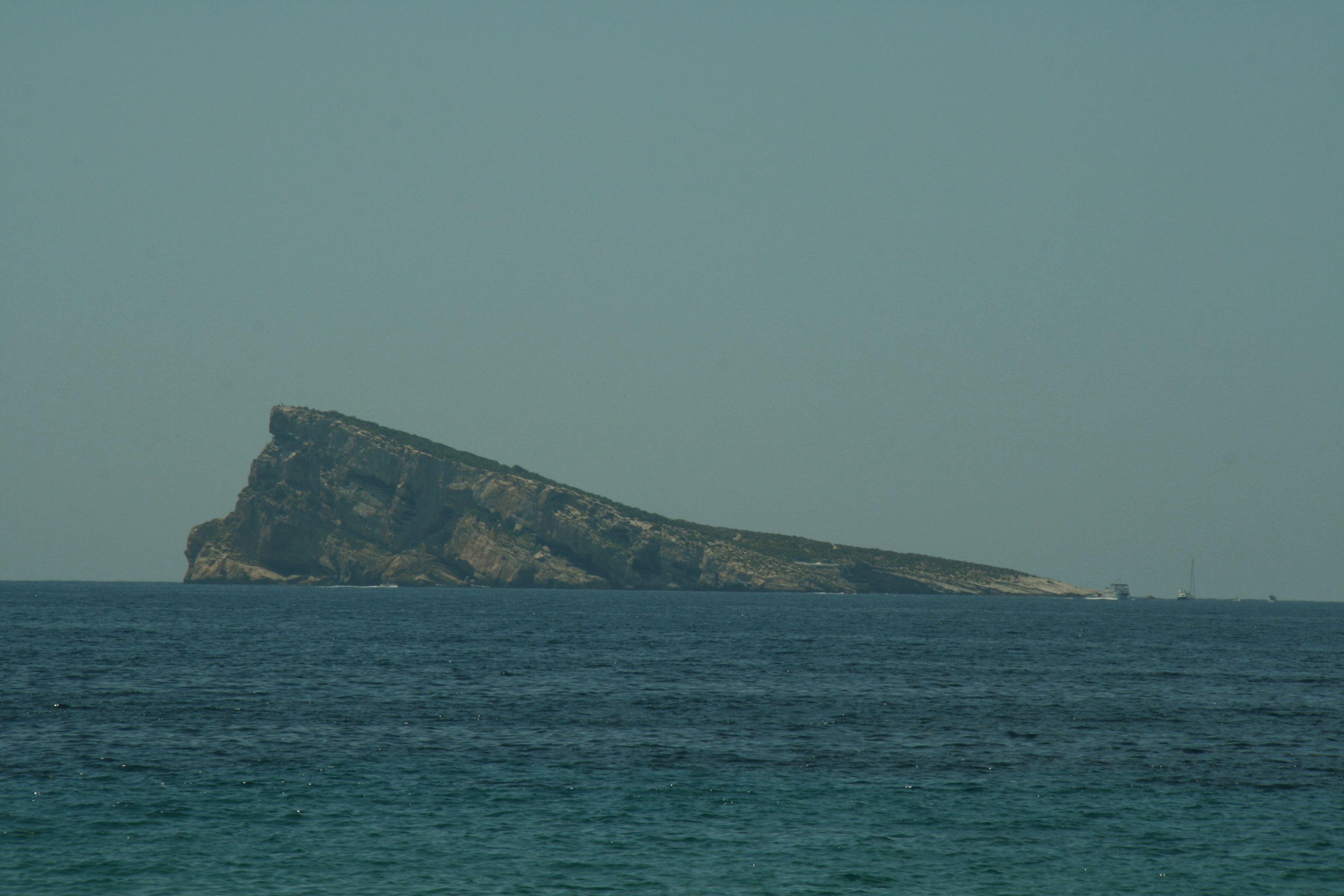
Isla de Benidorm, identificación tradicional de Plumbaria.

Plumbaria es el nombre de una isla ibérica citada  por Estrabón en su Geografía. Se localiza cerca de Planesia (¿Tabarca?), y su reducción toponímica es aún más difícil, ya que no consta en textos posteriores. El propio hecho de que Estrabón, que escribe en griego, le dé un nombre latino ("la del plomo"), hace creer que su denominación es reciente. Además, no hay evidencias de que ninguna isla entre Cullera y Cartagena tenga minas de plomo, lo que dificulta más la identificación. La erudición tradicional la identificó, sin fundamento alguno, con la isla de Benidorm.